# الفرق (نجم)
الفرق  في الفلك ( بالإنجليزية : Beta Cephei ) هو نجم في كوكبة الملتهب، اسمه التقليدي بالإنجليزية Alfirk مأخوذ عن اللغة العربية، والكلمة تعني «قطيع» (في إشارة إلى قطيع من الغنم).
هو النموذج الأولي من النجوم بيتا Cephei المتغير. وهو نجم ثلاثي يضم نجم ثنائي ويكون القدر الظاهري للثنائية حوالي 8. يتراوح القدر الظاهري بين 3.15 و3.21 خلال دورة 0.19 يوم. وهو ينتمي إلى الفئة الطيفية B2IIIev ، ويبعد 595 سنة ضوئية عن الأرض .

## نجوم عربية أخرى
| الاسم العربي   | الاسم الإنجليزي  |
| -------------- | ---------------- |
| مؤخر يد الحواء | Epsilon Ophiuchi |
| مقدم يد الحواء | Delta Ophiuchi   |
| الكرسي         | Beta Eridani     |
| الذراع الأيمن  | Alpha Cephei     |
| آخر النهر      | Theta Eridani    |
| الفرق          | Cephei           |
| النسر الطائر   | Altair           |
| الغراب         | Delta Corvi      |
| اللسعة         | Upsilon Scorpii  |
|                |                  |

- إذا أردت المزيد انظر قائمة أسماء النجوم العربية

## اقرأ أيضا
- الذراع الأيمن (نجم)
- الراقص (نجم)
- الملتهب (كوكبة)